# Tovomita gazelii
Tovomita gazelii är en tvåhjärtbladig växtart som beskrevs av Poncy och Offroy. Tovomita gazelii ingår i släktet Tovomita och familjen Clusiaceae. Inga underarter finns listade i Catalogue of Life.